# Carcar
Carcar (offiziell: City of Carcar; Cebuano: Dakbayan sa Carcar, Filipino: Lungsod ng Carcar) ist eine philippinische Stadt (Component City) in der Provinz Cebu.
2005 wurde das Gebiet der Metropolregion Metro Cebu um Danao City im Norden, San Fernando und Carcar im Süden ausgeweitet.
Carcar wurde am 1. Juli 2007 zur Stadt erhoben.

## Geografie
Carcar liegt ungefähr 40 km südlich von Cebu City und grenzt im Norden an San Fernando, im Süden an Sibonga, im Westen an Barili und Aloguinsan, im Osten liegt die Straße von Bohol.
Das Stadtgebiet ist im Allgemeinen flach. Der Anteil der Fläche mit einer Hangneigung geringer als 18 % liegt bei 78,7 %. Flächen mit einer Hangneigung zwischen 18 und 50 % haben einen Anteil von 19,3 % an der Gesamtfläche, Flächen mit einer Hangneigung von mehr als 50 % haben lediglich einen Anteil von 1,9 % an der Gesamtfläche. Der höchste Punkt mit etwas mehr als 660 m über dem Meeresspiegel liegt im Baranggaay Napo. Im Inland von Carcar liegt der Guadalupe Mabugnao Mainit Hot Spring National Park.
Die Regenzeit dauert von Mai bis Oktober die Trockenzeit von Januar bis Mai mit einer Übergangszeit zwischen Oktober und Januar.

## Baranggays
Carcar ist politisch in 15 Baranggays unterteilt.
- Bolinawan
- Buenavista
- Calidngan
- Can-asujan
- Guadalupe
- Liburon
- Napo
- Ocana
- Perrelos
- Valencia
- Valladolid
- Poblacion I
- Poblacion II
- Poblacion III
- Tuyom

## Persönlichkeiten
- Sheryn Regis (* 1980), Sängerin